# 塔岗水库
塔岗水库是中国河南省新乡市卫辉市境内的一座水库，位于沧河上，建于1958年。水库正常库容为954万立方米，集雨面积为224平方千米，海拔为177米。